# Мужская сборная Египта по хоккею на траве
Мужская сборная Египта по хоккею на траве — мужская сборная по хоккею на траве, представляющая Египет на международной арене. Управляющим органом сборной выступает Федерация хоккея на траве Египта (англ. Egyptian Hockey Federation).
Сборная занимает (по состоянию на 16 июня 2014) 21-е место в рейтинге Международной федерации хоккея на траве (FIH).

## Результаты выступлений

### Летние Олимпийские игры
- 1908—1988 — не участвовали
- 1992 — 12-е место
- 1996—2000 — не участвовали
- 2004 — 12-е место
- 2008—2012 — не участвовали

### Мировая лига
- 2012/13 — 25-е место
- 2014/15 —

### Чемпионат Африки по хоккею на траве
- 1974 — 5-е место
- 1983 —
- 1989 —
- 1993 —
- 1996 —
- 2000 —
- 2005 —
- 2009 —
- 2013 —

### Всеафриканские игры
- 1987 — 4-е место
- 1991 —
- 1995 —
- 1999 —
- 2003 —